# 4603 Bertaud
A 4603 Bertaud (ideiglenes jelöléssel 1986 WM3) a Naprendszer kisbolygóövében található aszteroida. CERGA fedezte fel 1986. november 25-én.